# سفارة الولايات المتحدة في المنامة
سفارة الولايات المتحدة في المنامة هي البعثة الولايات المتحدة الدبلوماسية في البحرين. يقع المبنى في منطقة بوغزال في العاصمة المنامة. يشغل منصب سفير الولايات المتحدة لدى مملكة البحرين حاليا من قبل ستيفن ك. بوندي. السفارة هي إحدى منشئتين أمريكيتين كبيرتين في البحرين حيث أن الأخرى هي القاعدة البحرية التي تستضيف الأسطول الخامس للبحرية في الخليج العربي.

## أقسام السفارة
فيما يلي قائمة أقسام السفارة:
- خدمات لحاملي الجنسية الأمريكية.
- خدمات التأشيرات.
- خدمة الولايات المتحدة التجارية.
- مركز مصادر المعلومات.
- المكتب الإقليمي للغة الإنكليزية.
- الشؤون العامة.
- المستشار التربوي.

## الاحتجاجات
احتج مواطنون وناشطون بحرينيون خارج السفارة لأسباب مختلفة بما في ذلك مظاهرات معاداة غزو العراق ووجود الأسطول الخامس الأمريكي في البحرين والاحتجاج على الإجراءات الإسرائيلية في الشرق الأوسط. لأن حكومتي إسرائيل والبحرين لا تقيمان علاقات دبلوماسية رسمية فإنه ينظر من قبل البعض للولايات المتحدة بأنها وكيل عن الحكومة الإسرائيلية.